# 世界とんでも!?ヒストリー
『世界とんでも!?ヒストリー』（せかいとんでもヒストリー）は、テレビ朝日系列局ほかで放送されていたクイズバラエティ番組。テレビ朝日、ビデオ・パック・ニッポン、イーストの3社共同制作。テレビ朝日系列局では1993年10月17日から1994年9月25日まで、毎週日曜 20:00 ‐20:54 （日本標準時）に放送。
番組開始時のキャッチコピーは裏番組を挑発する意図を込めた「大河?元気?飽きたねぇ。」だったが、その2番組には視聴率では歯が立たず、約1年で番組は終了した。

## 概要・ルール
歴史をクイズの題材にしていた番組で、所ジョージが司会を務めていた。番組は毎回1つのテーマを設定し、その物事に関する歴史上の出来事や、その物事自体の歴史などから問題を出していた。
前期と後期とではルールが異なるため、分けて解説する。

### 前期ルール（チーム戦）
5人の解答者チームと所の対戦形式で行われ、所王国と解答者軍の戦争をテーマにした設定となっている。所側のセットは城・城壁で、解答者側は船のようなセットであった。得点単位はG（ゴールド）で、金貨袋のオブジェとデジタルで表示された。クイズは最終問題を除いて筆記式である。1問正解につき200G（最初期には100G）。
解答者がクイズに正解した場合は得点を獲得。不正解の場合には所が得点を獲得する（例：3人正解、2人不正解の場合、解答者チームは200×3＝600G、所に200×2＝400G入る）。
解答者チームは1度だけ大砲を発射することができる。大砲を発射するとヒントを得られる。大砲は次回分を前借りして2回発射することも可能で、その場合には当然次回には大砲を発射することはできない。
途中から、1問だけ「歴史の落とし穴」が導入される問題が登場。これは、不正解者の中で、あらかじめ所が設定した解答と同じ解答を答えてしまった解答者は、これまでの得点（後期には200G）を没収（得点が無い解答者は他の解答者から200G前借り・さらに誰も得点の無い場合は「貸」のステッカーが貼られる）以降の問題で正解するまで、恥ずかしい被り物を着けないといけない。
解答者チームが勝利した場合、所城に白旗が立ち、「勝利チーム賞」として賞品（空気清浄器など週替わりの賞品）を獲得。また、解答者の個人得点トップの者には別に「トップ賞」として賞品（アメリカ西海岸旅行とバッグセット）が贈られた。視聴者へのプレゼントは「VISAギフトカード」と「ダイヤモンドリング」のみとなる。一方、所が勝った場合は、所城からオーケストラ部隊が出てきてファンファーレを流す一方で、解答者軍の船のマストが折れ、船が沈没するような演出とともに解答者に冷却ガスが浴びせられる。前述のものに加えて、「勝利チーム賞」と「トップ賞」の賞品も視聴者プレゼント賞品の対象となる。最終クイズが「逆転タッチヒストリー」になってからは、解答者チームが勝利した場合は、所とアシスタントの小田切にも冷却ガスが浴びせられるようになった。
また、解答者チームは当初はフリップボードに記入して解答を出していたが、中盤からディスプレイを使って表示する形式に変更された（所曰く「書き直しができないようにする」とのこと）。この形式は、後期にも継承された。
○×ヒストリー
一時期、オープニングで実施
○×問題を3問出題、全問正解できた解答者は100G獲得。所は、できなかった解答者の人数×100Gを獲得（後に、所のG獲得は廃止）。
逆転ヒストリー
所が解答者1名に2 - 3択クイズ（後に、10個の選択肢の中から正解の選択肢5個を1人1個ずつ選ぶ問題に変更）を出題。正解すればスロットに挑戦できる。逆に不正解だと100G没収され、所に100Gが加算された。これを5人分行っていた。
最終クイズはスロットにより得点が決まる。
所（後期には解答者）側がまず得点（50G・100G・200G・300G）を決定する。次に解答者（後期には所）が倍率（1倍（ナポレオン）・3倍（クレオパトラ)・5倍（聖徳太子）・10倍（所ジョージ））を決定する。2つのスロットの結果の合計が獲得できる個人の得点となる。
ただし、倍率のスロットがツタンカーメンの絵柄を出してしまうと出した個人の得点が所のものになる。
前述のとおり、前期と後期では得点側と倍率側で決める人が逆になっている。
逆転タッチヒストリー
セット中央にある大きな8面スクリーンに、事柄が8項目表示される。その中から指定されたテーマに当てはまる4項目を、解答者全員で協力して制限時間（当初は60秒で固定。後に、60秒に加えてこれまで獲得したゴールド100Gにつき1秒加算、計算上最高では105秒（4500G））以内に全て選ぶクイズ。フジテレビ系列局で放送されていた『運命GAME』の「タッチBINGO」を流用したもの。
スクリーンはタッチパネル式になっており、最初は青だが、タッチすることで赤に変わる。また、赤の場合はタッチすることで青に戻る。赤色のパネルの言葉を解答者は選択したものとされる。
解答者チームは1人ずつ順番に挑戦する。4項目選んだ後に判定ボタンを押すと、選んだ項目の中で何項目正解があるかが表示される。正解が3項目以外の場合は、次の解答者に交代して、答えを修正していく。それを繰り返しながら、時間内の正解を目指していく。
時間内に4項目を全て当てたら成功。その人はスロットに挑戦する。解答者は得点（200G・250G・300G・400G・500G）を決定するスロットを止め、出した得点が解答者個人の得点となる。次に所が倍率（2倍（ナポレオン）・3倍・5倍・7倍（番組のマスコットである「ヒストロイド」）・10倍）を決定する。2つのスロットの結果の合計が、解答者チームの得点となる。
ただし、倍率がツタンカーメンの絵柄を出してしまうと解答者チームの全得点が無くなり、すべて所のものになる。

### 後期ルール（個人戦）
1994年4月17日からは6人の解答者による個人戦となった。後期の個人戦は合計19回行われた。
- 後期11回目と12回目は「60年代特集」がテーマとなった。この回より問題数が増加している。
- 最終回では、後期で優勝経験を持つ3人をゲストに迎えた「チャンピオン大会」が行われ、ルールも若干改変された。

タッチヒストリー
解答者を3人1組に分け、それぞれに1問ずつ出題。
9項目の中から正解の4項目を選んでいく形式で、制限時間60秒で最終的に正解した項目数×100点を獲得。時間内に4項目全て正解すると、ボーナス点込みで500点獲得。
ヒストリー6つの鍵
1問目は早押し早抜けクイズで、ノーヒントで正解すれば1000点獲得。以後、ヒントを出す度に得点が減ってゆき（800点・600点・400点・300点・200点・100点）全員正解もしくは「GAME OVER」の表示が出るまで正解しないと問題は終了。
次にその問題の答えに関する書き問題（後期10回目までは1問、11回目からは2問）が出題され、正解すれば500点獲得。
レキシーホラショー
「聖徳太子は一度に10人の話を聞けた」「秀吉の中国大返し」など、歴史上の作り話（ホラ）に近い逸話を検証した（といっても検証にはほど遠いレベル）。
4択問題で正解すれば500点獲得。不正解の選択肢の内1つは「歴史の落とし穴」に設定されており、これを選択した解答者は、ここまでに獲得した得点が半減される。
輪斬りヒストリー ※後期11回目からは「ヒストリー研究所」
1問目は6択問題で正解すれば200点獲得。後期11回目からは書き問題になり、正解すれば500点獲得。
2問目は書き問題で、正解者は50点単位で最低100点、最高1000点が獲得できる「得点スロット」に挑戦。
2問目終了後、最高得点者が「トップ賞」を獲得。
チャレンジヒストリー vs TOKORO
トップ賞獲得者は、100gのゴールドバーが授与され、さらに海外旅行を懸けて所と早押しクイズで勝負。
VTRをヒントに、ことわざや慣用句等を当てる。1問正解で勝利、お手付き・誤答は2回で失格。
トップ賞獲得者が勝てば、旅行とバッグセットを獲得。逆に所が勝てば、旅行とバッグセットは「VISAギフトカード」と「電子ピアノ」と加えて視聴者プレゼントになる。
旅行の行き先は3泊5日のアメリカ西海岸旅行。ただし、後期10回目までは3000点以上、後期11回目以降は4000点以上でトップ賞の場合には世界一周旅行が贈られた。後期4回目で山城が3250点を獲得して世界一周旅行の権利を得たが、チャレンジヒストリーで所に敗れ、世界一周旅行は視聴者プレゼントになった。
他にも以下のクイズが特別に行われた。
スターアルバム -60'sグラフィティ-
1960年代特集の回のみ、「タッチヒストリー」と「ヒストリー6つの鍵」の間で行われたクイズ。1960年代のスターの当時のプロマイド写真を見て誰であるかを当てる。1人1問ずつ出題。正解すれば100点獲得。
昨日のこともヒストリー
最終回では、「ヒストリー6つの鍵」の代わりに1994年当時の時事を扱ったクイズが出題された。
part1：書き問題を5問出題。1問正解で100点、以降正解する毎にその得点が倍になっていく。5問全問正解で1600点獲得。
part2：早押し早抜けクイズを5問出題。得点は早く正解した人から順に300点・200点・100点・50点・10点。最下位または「GAME OVER」だと0点。5問全て1位で正解すれば1500点獲得となる。逆に5問終了時最下位または「GAME OVER」が最も多かった1人は、前期ルールでお馴染みだった被り物を着けなければならなかった。

## 主な出演者

### 司会 （ヒストリーキング）
- 所ジョージ - 前期の氏名テロップでは「クイズの王様」という肩書きが付けられていた。

### 解答者
- 山城新伍 - 前期（後半）では解答者チームのキャプテン。後期では1枠席。
- カーリー西條 - 後期で加わったレギュラー。後期では2枠席。
- 山瀬まみ - 後期では3枠席。
- 松村邦洋 - 後期では4枠席。
- 辰巳琢郎 - 前期（前半）では解答者チームのキャプテン。
- 西田ひかる
- 松本明子
- 田中康夫
- 清水圭
- 伊東四朗
- 長野智子
- 上岡龍太郎
- 渡辺正行
- 高木美保
- 石井苗子

ほか

### リポーター
- 中村有志
- 及川ヒロオ

### アシスタント（歴史城の物知り娘）
- 小田切優美
- 西原さおり
- 滝沢佐織

### ナレーター・声の出演
- 松尾貴史
- 大森章督 - マスコットキャラ「ヒストロイド君」の声を担当。ヒストロイド君は当初はツルツルの立体CGだったが、途中から手描き風の平面キャラクターになり、それに合わせて大森も声のトーンを変更した。
- 石丸博也
- 西村知道
- 加藤治
- 前田昌明
- 島津冴子

ほか

## エンディングテーマ
- 忘れない（西脇唯）
- 息もつまるほどに愛しくて（NoB）
- summer-est 〜一番眩しい夏〜（東野純直）
- Lonely Night （MASAKI）

## スタッフ
- 企画：BOB山本
- 構成：成田はじめ、橋秀憲、佐藤かんじ、佐藤仁、松谷光絵 / 源高志
- 監修：広瀬順皓
- タイトルCG：ケネックジャパン
- 音楽：鈴木豪
- 技術：足立篤己
- カメラ：大熊正浩
- VE：大和田謙一
- 音声：入佐隆
- 照明：五十嵐和昭（ティエルシー）
- 音響効果：漆谷千穂里（東京サウンド企画）
- 編集：田野口彰吾（ビデオ・パック・ニッポン）
- MA：石川太郎（ビデオ・パック・ニッポン）
- 美術プロデューサー：丸山覚
- 美術デザイン：長谷川隆之
- 装置：小穴健一
- メカ：佐藤政仁
- 電飾：清水久敏
- 装飾：東山浩美
- 特殊効果：萩野健志
- スタイリスト：南田陽子
- 衣裳：木戸敏江
- メイク：アーツ
- タイムキーパー：伊藤裕子
- リサーチ：T2ファージ
- 広報：小泉善太郎（テレビ朝日）
- ディレクター：善本真也 (演出回有り)、宗片浩寿、井村秀樹、洪龍吉 (演出回有り)、立川英弘、上西浩之 (演出回有り)、岩城信行、相馬信雄、中島弘人、井上晃一、渡邊松太郎
- プロデューサー：太田正彦・山本清（テレビ朝日）、倉岡修（ビデオ・パック・ニッポン）、奥村正・山本三四郎・善本真也（イースト）
- 制作協力：BL movie、東通、アックス、インターナショナル・クリエイティブ、砧スタジオ、DELICIOUS、東京サウンド企画（現 スカイウォーカー）、ガリレイプロダクション
- 制作：テレビ朝日、ビデオ・パック・ニッポン、イースト

## ネット局
| 放送対象地域  | 放送局           | 系列                          | ネット形態                                                  |
| ------------- | ---------------- | ----------------------------- | ----------------------------------------------------------- |
| 関東広域圏    | テレビ朝日       | テレビ朝日系列                | 制作局                                                      |
| 北海道        | 北海道テレビ     | テレビ朝日系列                | 同時ネット                                                  |
| 青森県        | 青森朝日放送     | テレビ朝日系列                | 同時ネット                                                  |
| 宮城県        | 東日本放送       | テレビ朝日系列                | 同時ネット                                                  |
| 秋田県        | 秋田朝日放送     | テレビ朝日系列                | 同時ネット                                                  |
| 山形県        | 山形テレビ       | テレビ朝日系列                | 同時ネット                                                  |
| 福島県        | 福島放送         | テレビ朝日系列                | 同時ネット                                                  |
| 山梨県        | 山梨放送         | 日本テレビ系列                | 遅れネット                                                  |
| 新潟県        | 新潟テレビ21     | テレビ朝日系列                | 同時ネット                                                  |
| 長野県        | 長野朝日放送     | テレビ朝日系列                | 同時ネット                                                  |
| 静岡県        | 静岡朝日テレビ   | テレビ朝日系列                | 同時ネット                                                  |
| 富山県        | 富山テレビ       | フジテレビ系列                | 遅れネット（1994年5月15日時点で日曜 15:00 - 15:55にて放送） |
| 石川県        | 北陸朝日放送     | テレビ朝日系                  | 同時ネット                                                  |
| 福井県        | 福井放送         | 日本テレビ系列 テレビ朝日系列 | 遅れネット                                                  |
| 中京広域圏    | 名古屋テレビ     | テレビ朝日系列                | 同時ネット                                                  |
| 近畿広域圏    | 朝日放送         | テレビ朝日系列                | 同時ネット                                                  |
| 島根県 鳥取県 | 山陰放送         | TBS系列                       | 遅れネット                                                  |
| 広島県        | 広島ホームテレビ | テレビ朝日系列                | 同時ネット                                                  |
| 山口県        | 山口朝日放送     | テレビ朝日系列                | 同時ネット                                                  |
| 徳島県        | 四国放送         | 日本テレビ系列                | 遅れネット                                                  |
| 香川県 岡山県 | 瀬戸内海放送     | テレビ朝日系列                | 同時ネット                                                  |
| 愛媛県        | 南海放送         | 日本テレビ系列                | 遅れネット                                                  |
| 高知県        | 高知放送         | 日本テレビ系列                | 遅れネット                                                  |
| 福岡県        | 九州朝日放送     | テレビ朝日系列                | 同時ネット                                                  |
| 長崎県        | 長崎文化放送     | テレビ朝日系列                | 同時ネット                                                  |
| 熊本県        | 熊本朝日放送     | テレビ朝日系列                | 同時ネット                                                  |
| 大分県        | 大分朝日放送     | テレビ朝日系列                | 同時ネット                                                  |
| 鹿児島県      | 鹿児島放送       | テレビ朝日系列                | 同時ネット                                                  |

## 備考
- 1994年冬ごろと5月8日放送には『クレヨンしんちゃん』から野原しんのすけ（声 - 矢島晶子）が登場。
- 1994年5月15日放送には『忍者戦隊カクレンジャー』から小川輝晃、広瀬仁美、土田大、河合秀、ケイン・コスギ、『ブルースワット』から正木蒼二、白鳥夕香、土門廣が出演している。
- 2024年1月1日放送の『おしょうバズTV』で30年前の問題を所ジョージが再度答える企画内で、当時放送されたVTRが放送された。また、当時コンビ結成前の日村勇紀（バナナマン）がエキストラで出演しているシーンも放送された。